# Tancul Țarului
Tancul Țarului, cunoscut și ca Netopyr (ru. Нетопырь, liliacul Pipistrellus) sau Tancul Lebedenko, a fost un vehicul rus blindat neobișnuit  elaborat între 1916-1917 de către Nicolai Lebedenko, Nikolai Zhukovsky, Boris Stechkin și Alexandru Mikulin. Proiectul a fost casat după testele inițiale considerându-se că vehiculul consumă mult și că este vulnerabil la loviturile de artilerie. 
Este diferit de tancurile moderne, în sensul că nu a folosit șenile ci un proiect triciclu al roților. Două roți se găsesc în față și au aproape 9 metri (27 picioare) în diametru; roata din spate este mai mică, doar 1,5 metri (5 picioare), roata triplă este folosită pentru a asigura manevrabilitatea vehiculului. Tunul principal de sus atinge aproape 8 metri înalțime. Coca are o lungime de 12 și este prevăzută cu încă două tunuri. Fiecare roată era alimentată de un motor de avioane Sunbeam 250hp.

## Înfilm
Un model de Tancul Țarului apare într-o montaj de secvențe ilustrând Primul Război Mondial realizat de Serghei Eisenstein în 1927. Filmul se numește Octombrie: zece zile care au șocat lumea.

## În jocuri pentru calculator
Tancul Țarului apare în jocul arcade Xbox - Toy Soldiers.